# دلوز هایتس (کالیفرنیا)
دلوز هایتس (به انگلیسی: De Luz Heights) یک منطقهٔ مسکونی در ایالات متحده آمریکا است که در شهرستان ریورساید، کالیفرنیا واقع شده‌است. دلوز هایتس ۳۹۵٫۹۴ متر بالاتر از سطح دریا واقع شده‌است.